# 미국 시민의 비자 요건

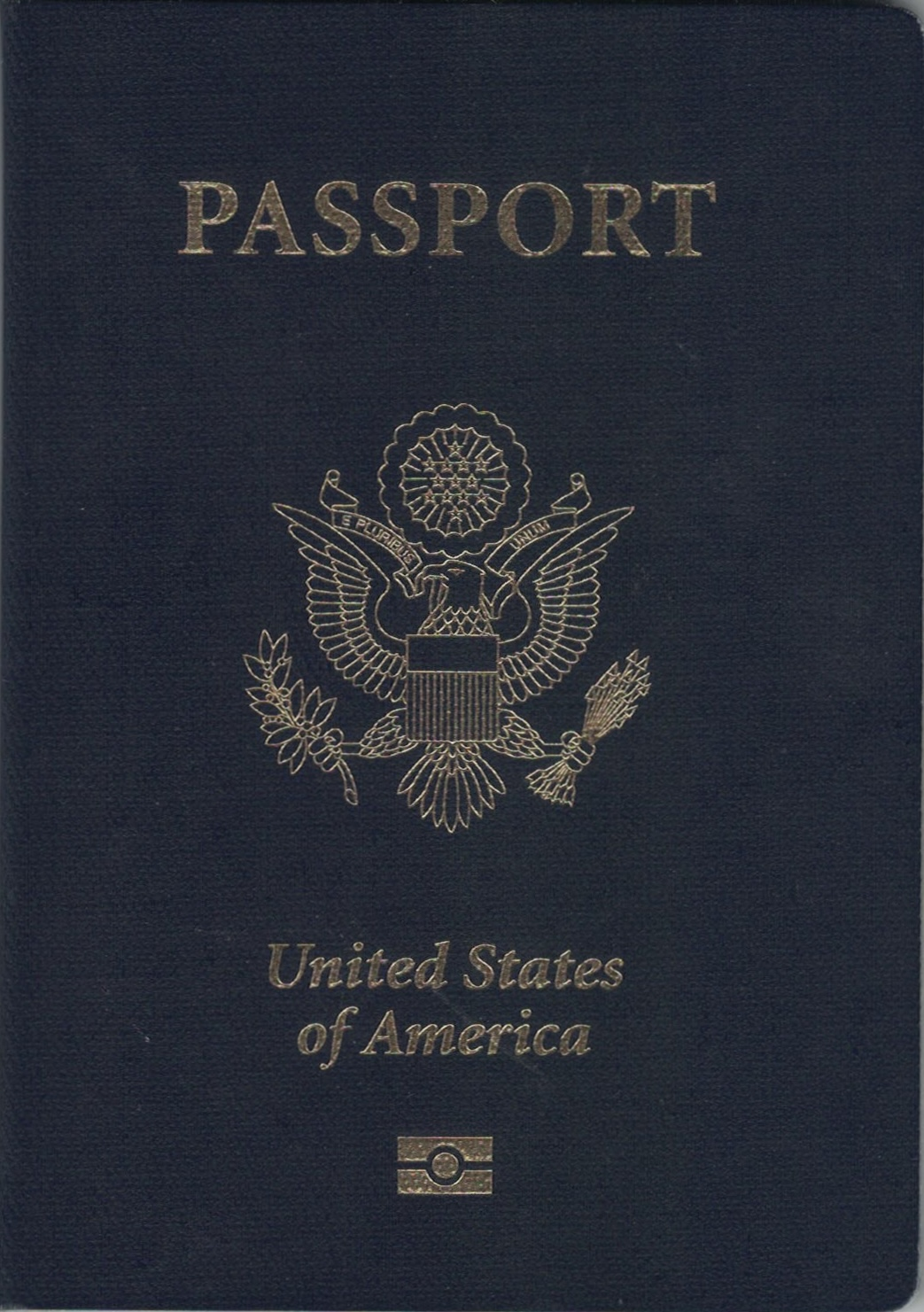
미국 여권

미국 시민의 비자 요건은 미국 일반여권 소지자인 미국 시민에게 부과하는 행정적 입국 제한이다.
2020년 3월 발표된 Passport Index에 따르면, 미국 여권 소지자의 경우 185개국에서 무비자 입국이 가능한 것으로 조사되었다. 이는 스위스, 영국, 노르웨이, 벨기에와 같은 수치이다.

## 비자필요 유무 및 도착비자 가능 국가 및 지역 구분 지도

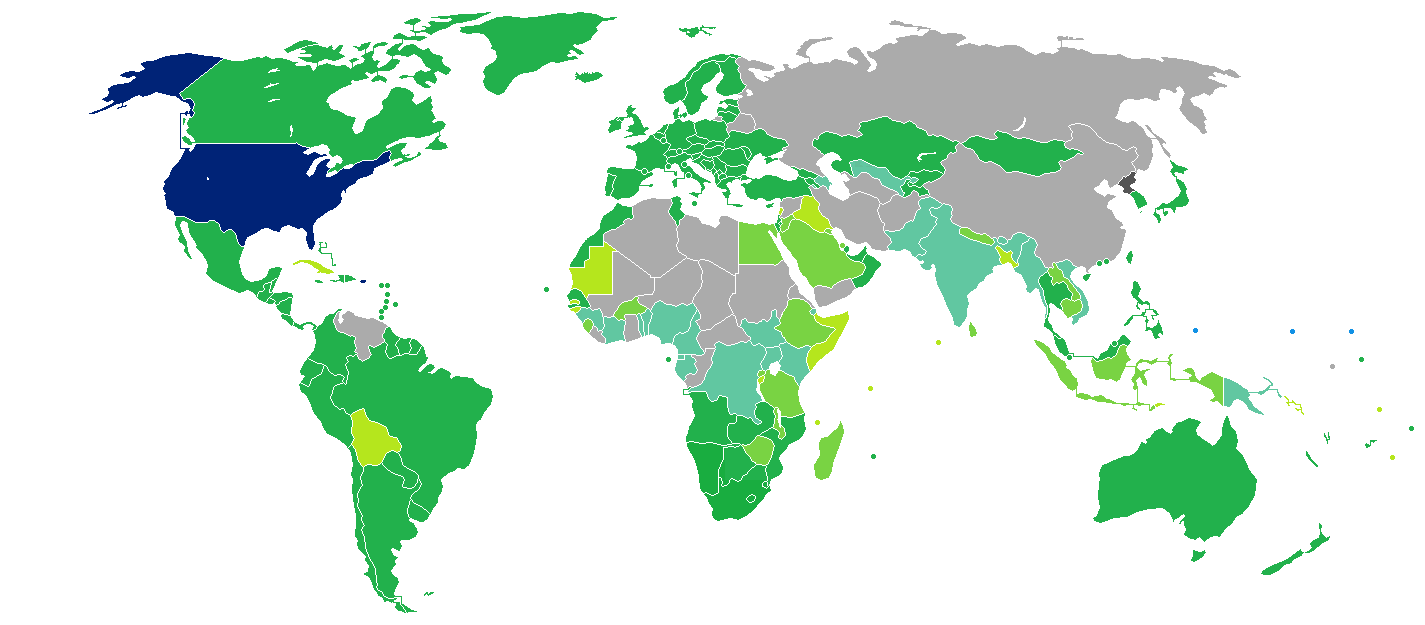
미국 국민의 무비자입국 가능국가
미국
무비자 입국 가능
도착 시 비자 수령 가능
출국 전 전자 신청 필요
미국 국무부에서 지정한 여행금지국가

## 같이 보기
- 미국의 비자
- 미국 여권